# New York Mercantile Exchange
Le New York Mercantile Exchange (NYMEX) est une bourse spécialisée dans l'énergie et les métaux. Le NYMEX a été racheté par le Chicago Mercantile Exchange en août 2008.

## Histoire
Le Butter and Cheese Exchange of New York est à l'origine une bourse de commerce fondée en 1872 par un groupe de négociants en produits laitiers, afin d'essayer de standardiser les échanges sur ce marché.
Dix ans plus tard, alors que d'autres produits d'origine agricole sont échangés, la bourse est rebaptisée New York Mercantile Exchange, abrégé en NYMEX.
Au XXIe siècle, le NYMEX ne propose plus de contrats sur des matières premières agricoles mais, après avoir fusionné avec le New York Commodities Exchange (COMEX), a recentré ses activités sur les produits industriels tels que l'énergie (pétrole, gaz naturel, électricité) et les métaux (or, argent, platine...).
C'est la dernière bourse de cette envergure à utiliser la méthode à la criée, les courtiers établissent les transactions aux moyens de signes corporels à l'inverse des bourses électroniques comme Euronext.
De nombreuses photos et vidéos sont tirées de cette bourse pour illustrer les sujets économiques ayant trait à la bourse, notamment le rituel d'ouverture de la bourse à l'aide d'une cloche. Cet évènement est souvent sponsorisé par une entreprise.